# یاشی
یاشی (به لاتین: Yaxi) یک شهرک در جمهوری خلق چین است که در Rongcheng واقع شده‌است.